# Gäddtjärnen (Fjällsjö socken, Ångermanland)
Gäddtjärnen är en sjö i Strömsunds kommun i Ångermanland och ingår i Ångermanälvens huvudavrinningsområde.